# ローラシア大陸

2億年前（三畳紀）の世界図 ローラシア大陸は北半球に広がっていた。南方はゴンドワナ大陸

ローラシア大陸（ローラシアたいりく、Laurasia）は、プレートテクトニクス理論で太古に存在したとされる超大陸である。1937年に南アフリカの地質学者アレクサンダー・デュ・トワによって提示された。ローレンシア大陸とユーラシア大陸のかばん語から名付けられている。
超大陸パンゲアが分裂し、テチス海を挟んでローラシア大陸とゴンドワナ大陸が生成された。ローラシア大陸は、さらに分裂していき、ユーラシア大陸と北アメリカ大陸が形成されていく。ローラシア大陸は、かつてパンゲア大陸を形成したローレンシア大陸、バルティカ大陸、シベリア大陸、カザフスタニア及びシナ地塊から成る。